# Seidy La Niña
Seidy Carrera, conocida artísticamente como Seidy La Niña (El Cotorro, La Habana; es cantante, actriz y bailarina profesional cubana. Su música es una mezcla de los ritmos cubanos con el género urbano. Fue parte del show Havana Nights Club en Las Vegas, además interpretó a Celia Cruz de joven en el musical Celia, Su Música, Su Vida, Su Leyenda y fue ganadora del reality show Viva la Diva de Univisión.

## Biografía
Seidy nació el 4 de julio de 1994 en La Habana, Cuba.
Estudió en la escuela de danza cubana ProDanza. En 1999 se muda a Miami, Florida, allí formó parte de la escuela de Flamenco de la conductora Rashel Diaz.

## Carrera artística

### Inicios
Inició su carrera como bailarina profesional en el show llamado El Show de Fernando Hidalgo, luego formó parte del show El Mikimbín de Miami, ambos de la cadena América TeVé. Bailó en shows de las cadenas hispanas Univisión y Telemundo. Obtuvo sus primeros triunfos en el concurso Póngale el Ritmo de Sábado gigante, donde tuvo dos victorias.  
Ha participado como bailarina en diversos espectáculos como el Raw Talents Live,Seidy del club Havana Night, de Las Vegas, el Celia, Su Música, Su Vida, Su Leyenda que se celebró en el Adrienne Arsht Center de Miami o el reality Viva La Diva de Univisión. Ha participado como bailarina en videos musicales con artistas como Pitbull, Rick Ross, Julio Voltio o P. Diddy.
En el 2014 grabó su primer sencillo musical Ranpanpam, y justo antes del lanzamiento tuvo un accidente de automóvil a raíz del cual estuvo un mes en coma y sufrió diversos problemas de salud.

### 2018 - actualidad
En el 2018 lanzó su primer sencillo en inglés Enjoy the Ride, tema escrito a causa de su accidente, y un sencillo en español llamado Tumbao.
En 2019 lanza los sencillos Sola y Esto es mucho.